# Acacia pallidifolia
Acacia pallidifolia är en ärtväxtart som beskrevs av Mary Douglas Tindale. Acacia pallidifolia ingår i släktet akacior, och familjen ärtväxter. Inga underarter finns listade i Catalogue of Life.